# Адольф I Георг (князь Шаумбург-Липпе)
Адольф I Георг Шаумбург-Липпский (нем. Adolf I Georg zu Schaumburg-Lippe; 1 августа 1817, Бюккебург — 8 мая 1893, Бюккебург) — князь Шаумбург-Липпе в 1860—1893 годах. Глава дома Шаумбург-Липпе.

## Биография
Адольф Георг — сын князя Георга Вильгельма Шаумбург-Липпского и его супруги Иды Каролины Луизы Вальдек-Пирмонтской.
В 1844 году в Арользене Адольф Георг женился на своей кузине принцессе Гермине Вальдек-Пирмонтской, дочери князя Георга II Вальдек-Пирмонтского и Эммы Ангальт-Бернбург-Шаумбург-Хоймской. В браке родилось восемь детей:
- Гермина (1845—1930), замужем за Максимилианом Вюртембергским, сыном герцога Пауля Вильгельма Вюртембергского, брак бездетный
- Штефан Альбрехт Георг (1846—1911), женат на принцессе Марии Анне Саксен-Альтенбургской, 9 детей
- Пётр Герман (1848—1928), не женат, детей не оставил
- Эмма Фридерика (1850—1855), умерла в детстве
- Ида Матильда (1852—1891), замужем за князем Генрихом XXII Рейсс-Грейцским, 6 детей
- Отто Генрих (1854—1935), женат на Анне Луизе фон Кёппен, 3 детей
- Адольф Вильгельм Виктор (1859—1916), женат на принцессе Виктории Прусской, брак бездетный
- Эмма Елизавета (1865—1868), умерла в детстве

Князь Адольф I присутствовал в Версале на провозглашении Германской империи 18 января 1871 года.